# Bahnhof Erkrath
Erkrath ist ein ehemaliger Bahnhof und heutiger Haltepunkt im Zentrum der nordrhein-westfälischen Gemeinde Erkrath. Er wurde am 20. Dezember 1838 als vorläufiger Endpunkt der Bahnstrecke Düsseldorf–Elberfeld in Betrieb genommen und ist somit einer der ältesten Bahnhöfe in Westdeutschland. Neben dem Haltepunkt verfügt die Gemeinde über drei weitere Personenverkehrshalte (Erkrath Nord, Hochdahl und Hochdahl-Millrath). Die vier Stationen sind allesamt in das Netz der S-Bahn Rhein-Ruhr integriert. Das ehemalige Empfangsgebäude steht unter Denkmalschutz.

## Lage und Aufbau
Der Haltepunkt liegt im Zentrum von Alt-Erkrath und ist vor allem für Pendler in den Raum Düsseldorf und den Raum Wuppertal von großer Bedeutung. Der Erkrather Markt ist etwa 500 Meter vom Haltepunkt entfernt. Im nördlichen Bereich von Alt-Erkrath befindet sich mit dem Haltepunkt Erkrath Nord ein zweiter S-Bahn-Halt.
Der Haltepunkt verfügt über einen Mittelbahnsteig an der dem S-Bahn-Verkehr dienenden VzG-Strecke 2525 (Neuss Hbf – Abzw Linderhausen). Parallel dazu verläuft die VzG-Strecke 2550 (Aachen Hbf – Kassel Hbf) an der Betriebsstelle vorbei. Bedingt durch die örtlichen Gegebenheiten der anschließenden Steilstrecke nach Hochdahl verläuft diese im Bereich Erkrath eingleisig. Beide Strecken gehören baugeschichtlich zur Bahnstrecke Düsseldorf–Elberfeld.
Der Bahnsteig ist über eine Fußgängerunterführung mit der Morper Allee und dem Rathelbecker Weg verbunden. Nördlich der Gleisanlagen befinden sich das ehemalige Empfangsgebäude und eine Bushaltestelle, südlich davon ein Park-and-Ride-Platz.

## Geschichte
Im Oktober 1835 konstituierte sich die Düsseldorf-Elberfelder Eisenbahn-Gesellschaft, die den Bau einer Eisenbahnstrecke zwischen Düsseldorf und Elberfeld (heute zu Wuppertal gehörig) vorantreiben sollte. Der erste Abschnitt zwischen Düsseldorf und Erkrath benötigte eine Bauzeit von weniger als einem Jahr und konnte mit der Streckeneröffnung am 20. Dezember 1838 abgeschlossen werden. Das Datum markiert die Inbetriebnahme der ersten Dampfeisenbahn in der preußischen Rheinprovinz.
Im Bereich östlich von Erkrath musste die Strecke einen Höhenunterschied von rund 80 Meter überwinden, wofür die Gesellschaft mehrere Trassenvarianten untersuchte. Um die Baukosten gering zu halten, entschieden sich die Verantwortlichen für eine Schiefe Ebene mit Seilzugbetrieb, wie sie bei einigen englischen Eisenbahnen dieser Zeit anzutreffen war. Der Abschnitt wies eine maßgebende Neigung von 1:30 auf. Die erforderlichen Erdbewegungen hatten zur Folge, dass sich die Inbetriebnahme weiterer Streckenabschnitte um etwa zweieinhalb Jahre verzögerte. Am 21. Mai 1841 konnte der nächste Abschnitt bis Vohwinkel, am 3. September desselben Jahres der verbliebene Abschnitt bis Elberfeld-Steinbeck in Betrieb gehen.
Die Strecke war zwischen Erkrath und Hochdahl zweigleisig ausgebaut, da im Bereich der Steilstrecke eine deutlich niedrigere Streckengeschwindigkeit gefahren wurde. Ab 1842 wurde der Seilzugbetrieb so umgerüstet, dass der jeweils talwärts fahrende Zug den bergwärts fahrenden Zug hinaufzog. Im Bahnhof selbst standen neben den beiden Durchgangsgleisen einzelne Abstellgleise zur Verfügung. Gegenüber dem Empfangsgebäude befand sich südlich der Gleisanlagen ein Signalturm. Von dort aus wurde mittels einer pneumatischen Signaleinrichtung sowie eines Pfeiftons die Ankunft eines Zuges signalisiert, der dann an das Seil angehängt wurde. Ab 1867 war die Steilstrecke dreigleisig ausgebaut, so dass nun eine einzelne Lokomotive die bergwärts fahrenden Züge unabhängig von den Talfahrten ziehen konnte.

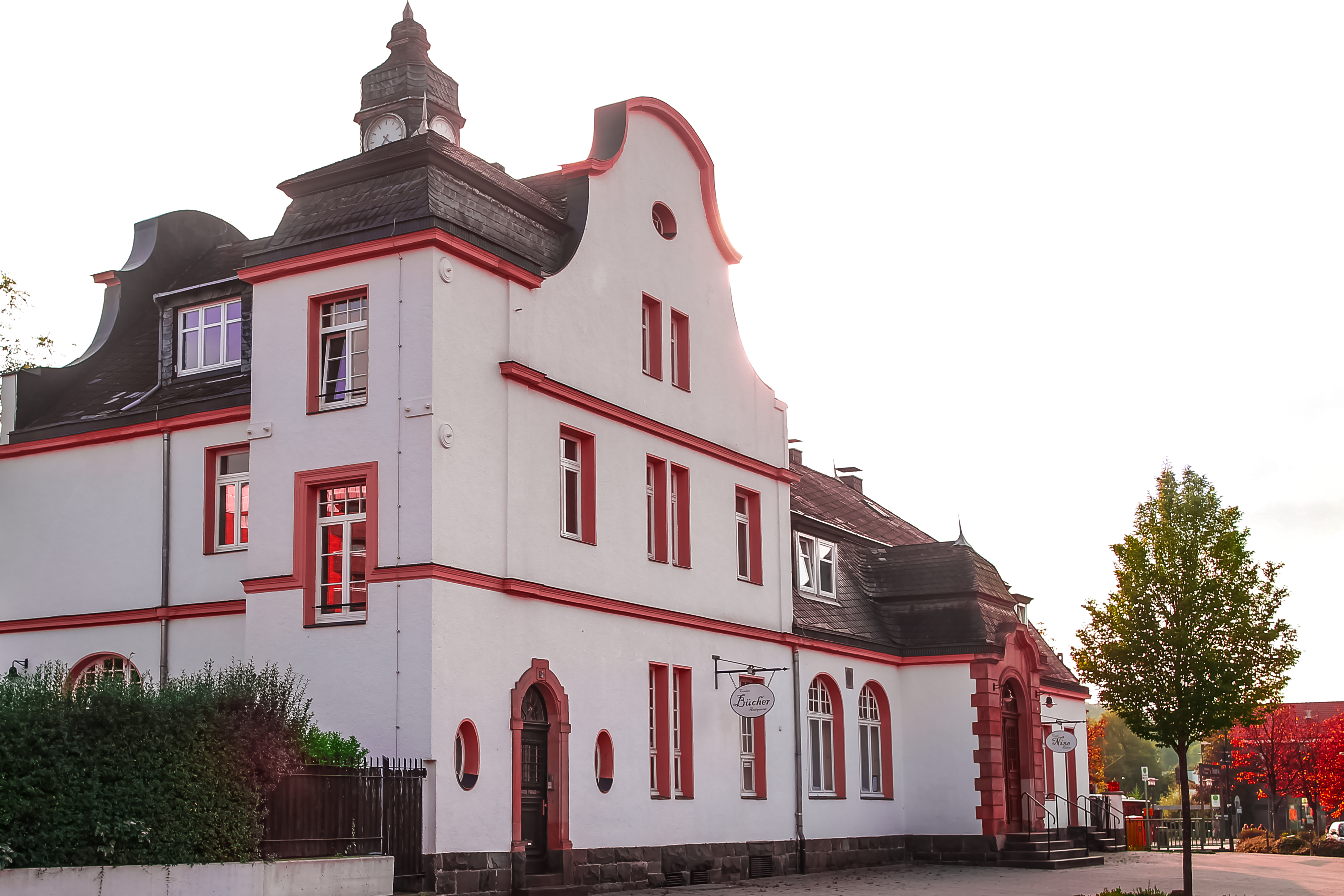
Ehemaliges Empfangsgebäude des Hp Erkrath, 2014

Zu Beginn des 20. Jahrhunderts erhielt der Bahnhof ein neues Empfangsgebäude. Die Bahnanlagen wiesen zu dieser Zeit drei Bahnsteige auf. Auf der Talseite befanden sich mehrere Abstell- und Ladegleise. Nachdem die Deutsche Reichsbahn den Seilzugbetriebs am 10. August 1926 aufgab, waren vor Ort die benötigten Schiebelokomotiven der Baureihe 945–17 stationiert. 1963 elektrifizierte die Deutsche Bundesbahn den Abschnitt von Düsseldorf Hbf bis Gruiten und baute das dritte Gleis zurück. Der Verschub erfolgte für ein Jahr mit Elektrolokomotiven der Baureihe E 4011 (ab 1968: Baureihe 139), bevor die gesamte Strecke zwischen Düsseldorf und Wuppertal elektrifiziert wurde und der Nachschub somit im Regelfall entfallen konnte.
Mit dem Bau der Ost-West-S-Bahn in den 1980er Jahren kam es zum Umbau des Bahnhofs. Um einen reibungslosen 20-Minuten-Takt auf der neuen Linie S 8 zu ermöglichen, sollte die neue S-Bahn-Strecke zweigleisig errichtet werden. Da der vorhandene Platz für ein zweites Gleispaar nicht ausreichte, wurde die vorhandene Fernbahnstrecke auf ein Gleis zurückgebaut. Die Weichenverbindungen wurden entfernt, womit Erkrath nunmehr nur Haltepunkt an der S-Bahn-Strecke war. Das Stellwerk Ef konnte damit entfallen, die Überwachung der Strecke übernahm seit 1985 das neu errichtete Stellwerk Gf in Düsseldorf-Gerresheim. Der neu errichtete Mittelbahnsteig wies nun eine Bahnsteighöhe von 960 Millimeter über Schienenoberkante auf und glich im Aufbau den übrigen Stationen der Strecke, die sich in der Regel durch eine Kennfarbe voneinander unterscheiden. Die Stadt Erkrath erwarb zu dieser Zeit das Empfangsgebäude und setzte es 1991 unter Denkmalschutz.

## Bedienung
Der S-Bahn-Haltepunkt wird von der Linie S 8 der S-Bahn Rhein-Ruhr im 20-Minuten-Takt bedient. Im morgendlichen und nachmittäglichen Berufsverkehr kommen einzelne Fahrten der Verstärkerlinie S 68 hinzu. An der nördlich gelegenen Bushaltestelle besteht Anschluss an fünf Buslinien, darunter eine Discolinie.
| Linie | Verlauf | Takt                                                                       |
| ----- | --- | -------------------------------------------------------------------------- |
| S 8   | Hagen Hbf – HA-Wehringhausen – HA-Heubing – HA-Westerbauer – Gevelsberg-Knapp – Gevelsberg Hbf – Gevelsberg-Kipp – Gevelsberg West – Schwelm – Schwelm West – W-Langerfeld – W-Oberbarmen – W-Barmen – W-Unterbarmen – Wuppertal Hbf – W-Steinbeck – W-Zoologischer Garten – W-Sonnborn – W-Vohwinkel – Haan-Gruiten – Hochdahl-Millrath – Hochdahl – Erkrath – D-Gerresheim – D-Flingern – Düsseldorf Hbf – D-Friedrichstadt – D-Bilk – D-Völklinger Straße – D-Hamm – NE Rheinpark-Center – NE Am Kaiser – Neuss Hbf – Büttgen – Kleinenbroich – Korschenbroich – MG-Lürrip – Mönchengladbach Hbf Stand: Fahrplanwechsel Dezember 2023 | 30 min 60 min (Hagen–Oberbarmen) 20 min (Oberbarmen–M’gladbach wochentags) |
| S 68  | W-Vohwinkel – Haan-Gruiten – Hochdahl-Millrath – Hochdahl – Erkrath – D-Gerresheim – D-Flingern – Düsseldorf Hbf – D-Volksgarten – D-Oberbilk – D-Eller Süd – D-Reisholz – D-Benrath – D-Garath – D-Hellerhof – Langenfeld-Berghausen – Langenfeld (Rheinland) Stand: Fahrplanwechsel Dezember 2023 | 20 min (nur zur HVZ)                                                       |

| Linie | Verlauf |
| ----- | --- |
| 734   | Düsseldorf, Lierenfelder Straße – Langenberger Straße – Ronsdorfer Straße – Königsberger Straße – Höherweg1 – Gerresheim, Morper Straße – Erkrath 2 Mo–Fr 6–20 Uhr, Sa 8–16 Uhr, 13–20 Uhr alle 60 min; weitere Haltestellen nur im Abschnitt 1–2 |
| 743   | Mettmann, Jubiläumsplatz – Mettmann Zentrum – Neanderthal/Museum (Mettmann-Neanderthal , 500 m) – Erkrath, Stadthalle – Erkrath |
| O 5   | Erkrath – Erkrath-Hochdahl – Trills – Hochdahler Markt – Sandheide – Wilbeck – Erkrath-Millrath Ortsbus-Linie in Erkrath |
| O 6   | Haus Brück – Erkrath – Unterfeldhaus – Trills – Hochdahler Markt – Erkrath-Millrath Ortsbus-Linie in Erkrath |
| DL 4  | Erkrath – Erkrath-Unterfeldhaus, Neuenhausplatz – Hochdahl-Kempen – Hilden-Gabelung – Hilden Süd |
| BB1   | Erkrath, Bouleplatz – Kalkumer Feld – Erkrath S – Mühlenstraße – Rathaus – Rathelbecker Weg – Am Brockerberg – Erkrath Nord S – Erkrath, Bouleplatz                                                                                               |